# 青木一重
青木一重（日语：／ Aoki Kazushige，1551年—1628年9月6日）是日本戰國時代至江戶時代初期的武將、大名。攝津麻田藩初代藩主。父親是青木重直。

## 生平
在天文20年（1551年）出生，家中長男。青木氏是美濃國的豪族，在戰國時代仕於土岐氏、齋藤氏。不過自身從父親重直之下離開，最初仕於今川氏真，在戰鬥中獲得首級，受到讚賞並賜予黄金。在今川氏沒落後，仕於德川家康，在元龜元年（1570年）的姉川之戰中殺死真柄直隆而立下武功（一說不是殺死直隆，而是殺死直隆的兒子隆基）。元龜3年（1572年），在三方原之戰中跟隨本多太郎左衛門出陣，守備高天神城。天正元年（1573年），從德川氏之下出奔，投靠仕於織田信長的家臣丹羽長秀的父親重直。另一方面，弟弟重經在家康之下，為了阻止武田勢追擊而奮戰，最後被殺，此事被認為是一重能成為麻田藩藩主的原因。
天正10年（1582年），信長在本能寺之變中死去後，仕於丹羽氏，參加山崎之戰、賤岳之戰等戰事，不過在長秀死後，轉為羽柴秀吉的家臣，後來被選為黄母衣眾。天正13年（1585年），被賜予攝津國豐島郡內和備中國、伊予國內等合計1萬石。天正14年（1586年），任官從五位下民部少輔。在秀吉死後，仕於豐臣秀賴，與速水守久和伊東長實等人一同擔任秀賴的親衛隊七手組的組頭。
慶長19年（1614年），在大坂冬之陣後，作為和議交渉的一環而前往家康之下，在返回途中，於京都被板倉勝重捕捉，因為被威脅「返回大坂的話，就處決弟弟可直」（大坂に戻れば弟可直を処断する），於是沒有返回大坂。元和元年（1615年），沒能參加大坂夏之陣。此後剃髪並隱居，不過被家康召回並再次成為家臣，被賜予攝津國豐島郡等1萬2千石所領。後來因為顧慮到幕府，於是把在夏之陣中代替自己進行指揮的養子正重廢嫡，並迎弟弟可直的兒子重兼為養子，後來把2千石分予弟弟可直。
在寬永5年（1628年）死去。享年77歲。

## 人物
- 小牧長久手之戰後，秀吉想一重成為自己的家臣，於是要求家康協助，有關於成為秀吉的家臣黄母衣眾的書物，不過根據『寬政重修諸家譜』等記載，這些書物是在丹羽家仕官時期所留下。

- 擁有名刀青木兼元，由刀匠孫六兼元所製。

## 登場作品
電影
- 『修羅城（日语：修羅城）』（1929年，演員：森悦郎）

電視劇
- 『風神之門（日语：風神の門）』（NHK，1980年，演：久世龍之介）
- 『春日局』（NHK，1989年，演員：峰三太）
- 『葵德川三代』（NHK，2000年，演員：前田昌明）